# Liste der Kantone im Département Seine-et-Marne
Das Département Seine-et-Marne liegt in der Region Île-de-France in Frankreich. Es untergliedert sich in fünf Arrondissements mit 23 Kantonen (französisch cantons).
Siehe auch: Liste der Gemeinden im Département Seine-et-Marne
| Kanton                     | Gemeinden | Einwohner 1. Januar 2022 | Fläche km² | Dichte Einw./km² | Code INSEE | Arrondissement(e)             |
| -------------------------- | --------- | ------------------------ | ---------- | ---------------- | ---------- | ----------------------------- |
| Champs-sur-Marne           | 4         | 59.235                   | 26,70      | 2.219            | 7701       | Torcy                         |
| Chelles                    | 1         | 54.372                   | 15,90      | 3.420            | 7702       | Torcy                         |
| Claye-Souilly              | 30        | 57.055                   | 231,06     | 247              | 7703       | Meaux                         |
| Combs-la-Ville             | 5         | 76.350                   | 73,98      | 1.032            | 7704       | Melun, Torcy                  |
| Coulommiers                | 50        | 65.527                   | 627,26     | 104              | 7705       | Meaux, Provins                |
| La Ferté-sous-Jouarre      | 47        | 63.331                   | 491,05     | 129              | 7706       | Meaux                         |
| Fontainebleau              | 34        | 64.161                   | 528,28     | 121              | 7707       | Fontainebleau, Melun          |
| Fontenay-Trésigny          | 33        | 55.328                   | 469,52     | 118              | 7708       | Meaux, Melun, Provins         |
| Lagny-sur-Marne            | 14        | 72.995                   | 58,90      | 1.239            | 7709       | Torcy                         |
| Meaux                      | 1         | 56.659                   | 14,95      | 3.790            | 7710       | Meaux                         |
| Melun                      | 9         | 68.893                   | 66,43      | 1.037            | 7711       | Melun                         |
| Mitry-Mory                 | 19        | 65.368                   | 174,58     | 374              | 7712       | Meaux                         |
| Montereau-Fault-Yonne      | 21        | 70.615                   | 271,94     | 260              | 7713       | Fontainebleau, Provins        |
| Nangis                     | 46        | 61.103                   | 579,85     | 105              | 7714       | Fontainebleau, Melun, Provins |
| Nemours                    | 50        | 58.590                   | 694,95     | 84               | 7715       | Fontainebleau, Provins        |
| Ozoir-la-Ferrière          | 12        | 64.271                   | 162,57     | 395              | 7716       | Provins, Torcy                |
| Pontault-Combault          | 3         | 69.998                   | 32,75      | 2.137            | 7717       | Torcy                         |
| Provins                    | 81        | 57.467                   | 1.050,35   | 55               | 7718       | Provins                       |
| Saint-Fargeau-Ponthierry   | 6         | 54.204                   | 55,09      | 984              | 7719       | Melun                         |
| Savigny-le-Temple          | 6         | 71.981                   | 49,76      | 1.447            | 7720       | Melun                         |
| Serris                     | 24        | 74.496                   | 164,07     | 454              | 7721       | Meaux, Torcy                  |
| Torcy                      | 5         | 53.972                   | 35,92      | 1.503            | 7722       | Torcy                         |
| Villeparisis               | 6         | 56.428                   | 39,43      | 1.431            | 7723       | Meaux, Torcy                  |
| Département Seine-et-Marne | 507       | 1.452.399                | 5.915,29   | 246              | 77         | –                             |

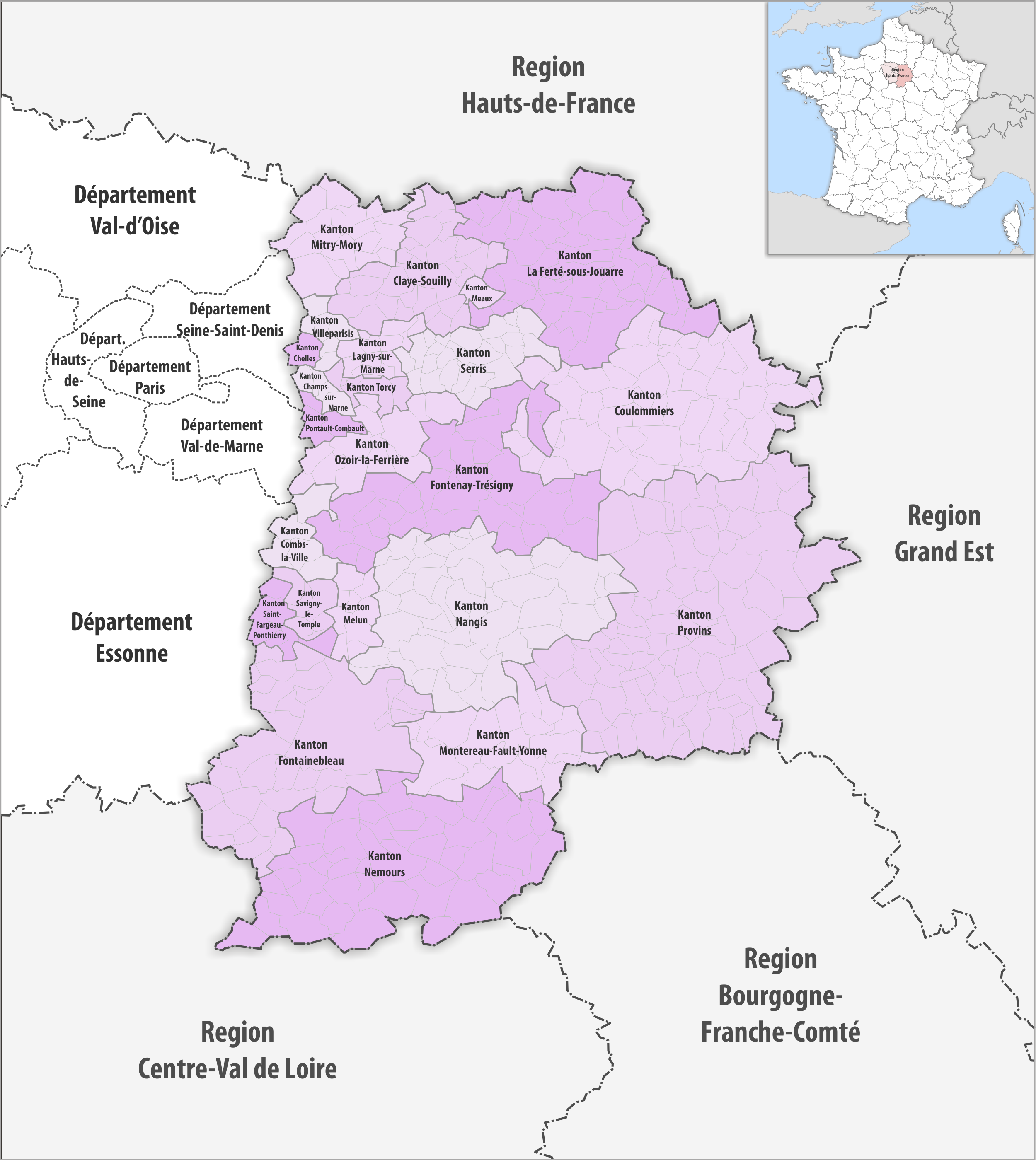
Gemeinden und Kantone im Département Seine-et-Marne

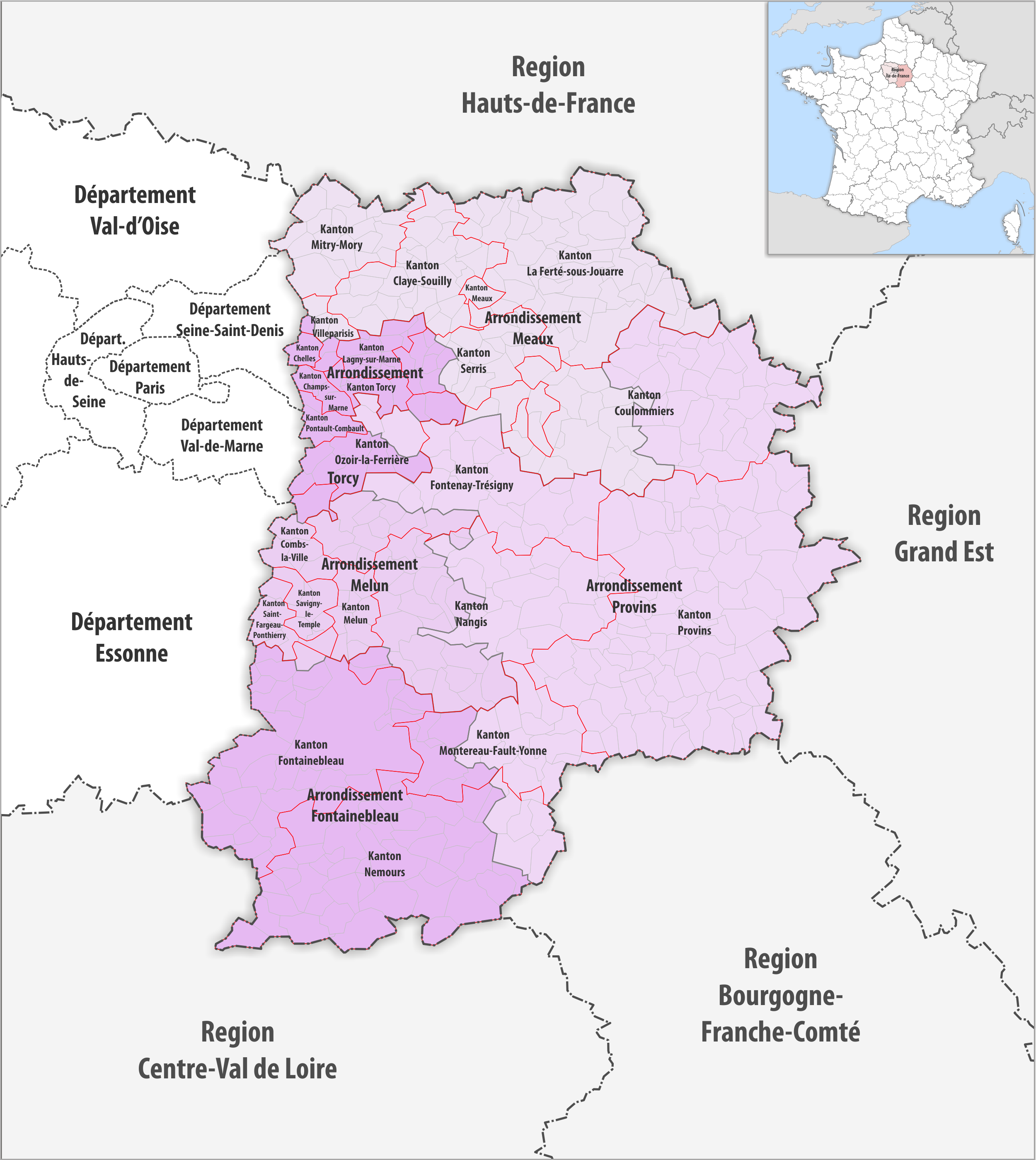
Gemeinden, Arrondissemente und Kantone im Département Seine-et-Marne

Mehrere Kantone umschließen Gemeinden aus verschiedenen Arrondissements.

## Ehemalige Kantone
Vor der landesweiten Neuordnung der Kantone im März 2015 teilte sich das Département in 43 Kantone:
| Arrondissement | Kantone |
| -------------- | --- |
| Fontainebleau  | La Chapelle-la-Reine, Château-Landon, Fontainebleau, Lorrez-le-Bocage-Préaux, Moret-sur-Loing, Nemours                                                |
| Meaux          | Coulommiers, Crécy-la-Chapelle, Dammartin-en-Goële, La Ferté-sous-Jouarre, Lizy-sur-Ourcq, Meaux-Nord, Meaux-Sud, Mitry-Mory                          |
| Melun          | Brie-Comte-Robert, Le Châtelet-en-Brie, Combs-la-Ville, Le Mée-sur-Seine, Melun-Nord, Melun-Sud, Mormant, Perthes, Savigny-le-Temple, Tournan-en-Brie |
| Provins        | Bray-sur-Seine, Donnemarie-Dontilly, La Ferté-Gaucher, Montereau-Fault-Yonne, Nangis, Provins, Rebais, Rozay-en-Brie, Villiers-Saint-Georges          |
| Torcy          | Champs-sur-Marne, Chelles, Claye-Souilly, Lagny-sur-Marne, Noisiel, Pontault-Combault, Roissy-en-Brie, Thorigny-sur-Marne, Torcy, Vaires-sur-Marne    |